# Cinnamomum
Cinnamomum је род ароматичних биљака из породице Lauraceae које у својим листовима садрже ароматична уља.

## Врсте
1. Cinnamomum agasthyamalayanum Robi, Sujanapal & Udayan
2. Cinnamomum alatum Lukman.
3. Cinnamomum alibertii Lukman.
4. Cinnamomum altissimum Kosterm.
5. Cinnamomum anacardium Kosterm.
6. Cinnamomum andersonii Lukman.
7. Cinnamomum angustifolium Lukman.
8. Cinnamomum angustitepalum Kosterm.
9. Cinnamomum appelianum Schewe
10. Cinnamomum archboldianum C.K.Allen
11. Cinnamomum arfakense Kosterm.
12. Cinnamomum asomicum S.C.Nath & Baruah
13. Cinnamomum assamicum Lukman.
14. Cinnamomum aubletii Lukman.
15. Cinnamomum aureofulvum Gamble
16. Cinnamomum austrosinense H.T.Chang
17. Cinnamomum austroyunnanense H.W.Li
18. Cinnamomum baileyanum (F.Muell. ex F.M.Bailey) Francis
19. Cinnamomum balansae Lecomte
20. Cinnamomum bamoense Lukman.
21. Cinnamomum beccarii Lukman.
22. Cinnamomum bejolghota (Buch.-Ham.) Sweet
23. Cinnamomum bhamoensis M.Gangop.
24. Cinnamomum bhaskarii M.Gangop.
25. Cinnamomum birmanicum Kosterm.
26. Cinnamomum bishnupadae M.Gangop.
27. Cinnamomum blandfordii M.Gangop.
28. Cinnamomum blumei Lukman.
29. Cinnamomum bodinieri H.Lév.
30. Cinnamomum bokorense Tagane & Yahara
31. Cinnamomum bonii Lecomte
32. Cinnamomum brachythyrsum J.Li
33. Cinnamomum burmanni (Nees & T.Nees) Blume
34. Cinnamomum calcareum Y.K.Li
35. Cinnamomum calciphilum Kosterm.
36. Cinnamomum calleryi Lukman.
37. Cinnamomum cambodianum Lecomte
38. Cinnamomum camphora (L.) J.Presl
39. Cinnamomum cappara-coronde Blume
40. Cinnamomum carrierei Lukman.
41. Cinnamomum caryophyllus (Lour.) S.Moore
42. Cinnamomum cassia (L.) J.Presl
43. Cinnamomum cebuense Kosterm.
44. Cinnamomum celebicum Miq.
45. Cinnamomum champokianum Baruah & S.C.Nath
46. Cinnamomum chantinii Lukman.
47. Cinnamomum chartophyllum H.W.Li
48. Cinnamomum chemungianum M.Mohanan & A.N.Henry
49. Cinnamomum citriodorum Thwaites
50. Cinnamomum clemensii C.K.Allen
51. Cinnamomum contractum H.W.Li
52. Cinnamomum cordatum Kosterm.
53. Cinnamomum corneri Kosterm.
54. Cinnamomum crassinervium Miq.
55. Cinnamomum crenulicupulum Kosterm.
56. Cinnamomum culilaban (L.) J.Presl
57. Cinnamomum cupulatum Kosterm.
58. Cinnamomum curvifolium (Lour.) Nees
59. Cinnamomum cuspidatum Miq.
60. Cinnamomum daphnoides Siebold & Zucc.
61. Cinnamomum decaisnei Lukman.
62. Cinnamomum decourtilzii Lukman.
63. Cinnamomum degeneri C.K.Allen
64. Cinnamomum deschampsii Gamble
65. Cinnamomum dimorphandrum Yahara & Tagane
66. Cinnamomum doederleinii Engl.
67. Cinnamomum dominii (H.Lév.) C.F.Ji
68. Cinnamomum dubium Nees
69. Cinnamomum × durifruticeticola Hatus.
70. Cinnamomum ebaloi Kosterm.
71. Cinnamomum ellipticifolium Kosterm.
72. Cinnamomum englerianum Schewe
73. Cinnamomum eugenoliferum Kosterm.
74. Cinnamomum filipedicellatum Kosterm.
75. Cinnamomum fitianum (Meisn.) A.C.Sm.
76. Cinnamomum foveolatum (Merr.) H.W.Li & J.Li
77. Cinnamomum frodinii Kosterm.
78. Cinnamomum gamblei Geethakum., Deepu & Pandur.
79. Cinnamomum gaudichaudii Lukman.
80. Cinnamomum glanduliferum (Wall.) Meisn.
81. Cinnamomum glaucescens (Nees) Hand.-Mazz.
82. Cinnamomum glauciphyllum Kosterm.
83. Cinnamomum goaense Kosterm.
84. Cinnamomum gracillimum Kosterm.
85. Cinnamomum grandiflorum Kosterm.
86. Cinnamomum helferi Lukman.
87. Cinnamomum heyneanum Nees
88. Cinnamomum hkinlumense Kosterm.
89. Cinnamomum hookeri Lukman.
90. Cinnamomum ilicioides A.Chev.
91. Cinnamomum impressinervium Meisn.
92. Cinnamomum iners (Reinw. ex Nees & T.Nees) Blume
93. Cinnamomum insularimontanum Hayata
94. Cinnamomum javanicum Blume
95. Cinnamomum jensenianum Hand.-Mazz.
96. Cinnamomum kalbaricum Doweld
97. Cinnamomum kami Kosterm.
98. Cinnamomum keralaense Kosterm.
99. Cinnamomum kerangas Kosterm.
100. Cinnamomum kerrii Kosterm.
101. Cinnamomum kinabaluense Heine
102. Cinnamomum kingdon-wardii Kosterm.
103. Cinnamomum kotoense Kaneh. & Sasaki
104. Cinnamomum kunstleri Ridl.
105. Cinnamomum kwangtungense Merr.
106. Cinnamomum lanaoense Kosterm.
107. Cinnamomum lanuginosum Kosterm.
108. Cinnamomum laubatii F.Muell.
109. Cinnamomum lawang Kosterm.
110. Cinnamomum ledermannii Schewe
111. Cinnamomum liangii C.K.Allen
112. Cinnamomum ligneum Lukman.
113. Cinnamomum lineatum Kosterm.
114. Cinnamomum lioui C.K.Allen
115. Cinnamomum litseifolium Thwaites
116. Cinnamomum loheri Merr.
117. Cinnamomum lohitensis M.Gangop.
118. Cinnamomum longepaniculatum (Gamble) N.Chao ex H.W.Li
119. Cinnamomum longipedicellatum Kosterm.
120. Cinnamomum longipetiolatum H.W.Li
121. Cinnamomum loureiroi Nees
122. Cinnamomum lucens Miq.
123. Cinnamomum macrocarpum Hook.f.
124. Cinnamomum macrophyllum Miq.
125. Cinnamomum mairei H.Lév.
126. Cinnamomum malabatrum (Burm.f.) J.Presl
127. Cinnamomum melliodorum Kosterm.
128. Cinnamomum mendozae Kosterm.
129. Cinnamomum mercadoi S.Vidal
130. Cinnamomum micranthum (Hayata) Hayata
131. Cinnamomum microphyllum Ridl.
132. Cinnamomum migao H.W.Li
133. Cinnamomum mohanense Gangapr., S.P.Mathew & R.Jagad.
134. Cinnamomum mollifolium H.W.Li
135. Cinnamomum mollissimum Hook.f.
136. Cinnamomum myrianthum Merr.
137. Cinnamomum nalingway Kosterm.
138. Cinnamomum nanophyllum Kosterm.
139. Cinnamomum neesii Lukman.
140. Cinnamomum nilagiricum Geethakum., Pandur. & Deepu
141. Cinnamomum novae-britanniae Kosterm.
142. Cinnamomum oblongum Kosterm.
143. Cinnamomum obscurum Meisn.
144. Cinnamomum oliveri F.M.Bailey
145. Cinnamomum osmophloeum Kaneh.
146. Cinnamomum ovalauense Kosterm.
147. Cinnamomum ovalifolium Wight
148. Cinnamomum pachypes Kosterm.
149. Cinnamomum pachyphyllum Kosterm.
150. Cinnamomum paiei Kosterm.
151. Cinnamomum pallidum Gillespie
152. Cinnamomum panayense Kosterm.
153. Cinnamomum paraneuron Miq.
154. Cinnamomum parthenoxylon (Jack) Meisn.
155. Cinnamomum pedatinervium Meisn.
156. Cinnamomum pendulum Cammerl.
157. Cinnamomum percoriaceum Kosterm.
158. Cinnamomum perglabrum Kosterm.
159. Cinnamomum perrottetii Meisn.
160. Cinnamomum petiolatum Kosterm.
161. Cinnamomum philippinense (Merr.) C.E.Chang
162. Cinnamomum pilosum Cammerl.
163. Cinnamomum pingbienense H.W.Li
164. Cinnamomum piniodorum Schewe
165. Cinnamomum pittosporoides Hand.-Mazz.
166. Cinnamomum platyphyllum (Diels) C.K.Allen
167. Cinnamomum podagricum Kosterm.
168. Cinnamomum polderi Kosterm.
169. Cinnamomum politum Miq.
170. Cinnamomum polyadelphum (Lour.) Kosterm.
171. Cinnamomum porphyrospermum Kosterm.
172. Cinnamomum propinquum F.M.Bailey
173. Cinnamomum pseudopedunculatum Hayata
174. Cinnamomum puberulum Ridl.
175. Cinnamomum racemosum Kosterm.
176. Cinnamomum reticulatum Hayata
177. Cinnamomum rhynchophyllum Miq.
178. Cinnamomum rigidissimum H.T.Chang
179. Cinnamomum rigidum Gillespie
180. Cinnamomum riparium Gamble
181. Cinnamomum rivulorum Kosterm.
182. Cinnamomum rosiflorum Kosterm.
183. Cinnamomum rosselianum Kosterm.
184. Cinnamomum rufotomentosum K.M.Lan
185. Cinnamomum rumphii Lukman.
186. Cinnamomum rupestre Kosterm.
187. Cinnamomum sancti-caroli Kosterm.
188. Cinnamomum sandkuhlii Merr.
189. Cinnamomum sanjappae M.Gangop.
190. Cinnamomum saxatile H.W.Li
191. Cinnamomum scortechinii Gamble
192. Cinnamomum septentrionale Hand.-Mazz.
193. Cinnamomum sericans Hance
194. Cinnamomum sessilifolium Kaneh.
195. Cinnamomum siamense Craib
196. Cinnamomum sieboldii Meisn.
197. Cinnamomum sinharajaense Kosterm.
198. Cinnamomum sintoc Blume
199. Cinnamomum sleumeri Kosterm.
200. Cinnamomum solomonense C.K.Allen
201. Cinnamomum splendens Kosterm.
202. Cinnamomum spurium Blume ex Lukman.
203. Cinnamomum suaveolens Lukman.
204. Cinnamomum subaveniopsis Kosterm.
205. Cinnamomum subavenium Miq.
206. Cinnamomum sublanuginosum Kosterm.
207. Cinnamomum subsericeum Kosterm.
208. Cinnamomum subtetrapterum Miq.
209. Cinnamomum sulavesianum Kosterm.
210. Cinnamomum sulphuratum Nees
211. Cinnamomum sumatranum Meisn.
212. Cinnamomum suvrae M.Gangop.
213. Cinnamomum szechuanense Yen C.Yang
214. Cinnamomum tahijanum Kosterm.
215. Cinnamomum talawaense Kosterm.
216. Cinnamomum tamala (Buch.-Ham.) T.Nees & C.H.Eberm.
217. Cinnamomum tavoyanum Meisn.
218. Cinnamomum tazia (Buch.-Ham.) Kosterm. ex M.Gangop.
219. Cinnamomum tenuifolium (Makino) Sugim.
220. Cinnamomum tenuipile Kosterm.
221. Cinnamomum tetragonum A.Chev.
222. Cinnamomum thorelii Lecomte
223. Cinnamomum travancoricum Gamble
224. Cinnamomum trichophyllum Quisumb. & Merr.
225. Cinnamomum trinervatum Yen C.Yang
226. Cinnamomum trintaense Kosterm.
227. Cinnamomum tsangii Merr.
228. Cinnamomum tsoi C.K.Allen
229. Cinnamomum utile Kosterm.
230. Cinnamomum vacciniifolium Kosterm.
231. Cinnamomum validinerve Hance
232. Cinnamomum verum J.Presl
233. Cinnamomum villosulum S.Lee & F.N.Wei
234. Cinnamomum vimineum Nees
235. Cinnamomum virens R.T.Baker
236. Cinnamomum vitiense Kosterm.
237. Cinnamomum walaiwarense Kosterm.
238. Cinnamomum wightii Meisn.
239. Cinnamomum wilsonii Gamble
240. Cinnamomum woulfei Kosterm.
241. Cinnamomum xanthoneurum Blume
242. Cinnamomum yabunikkei H.Ohba